# Herz-Jesu-Feuer

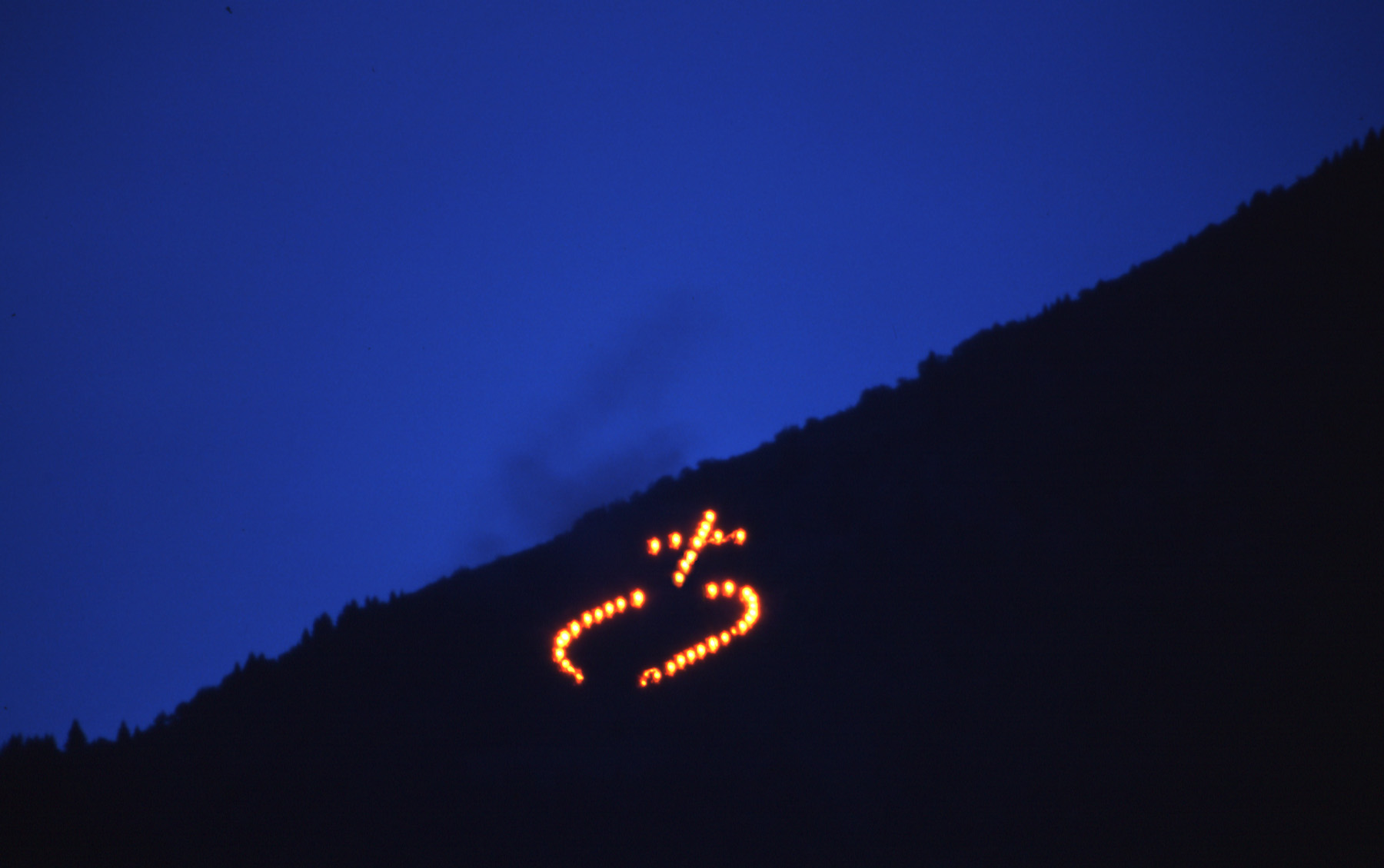
Un tipico fuoco del Sacro Cuore di Gesù, nelle vicinanze di Merano

Gli Herz-Jesu-Feuer, letteralmente i fuochi del Sacro Cuore di Gesù, sono dei falò che vengono accesi in occasione dell'anniversario del 3 giugno 1796, sulle cime delle montagne del Tirolo storico (Tirolo austriaco, Province autonome di Trento e Bolzano, e nell’Ampezzano) in ricordo degli eventi delle guerre napoleoniche.

## La storia dei fuochi

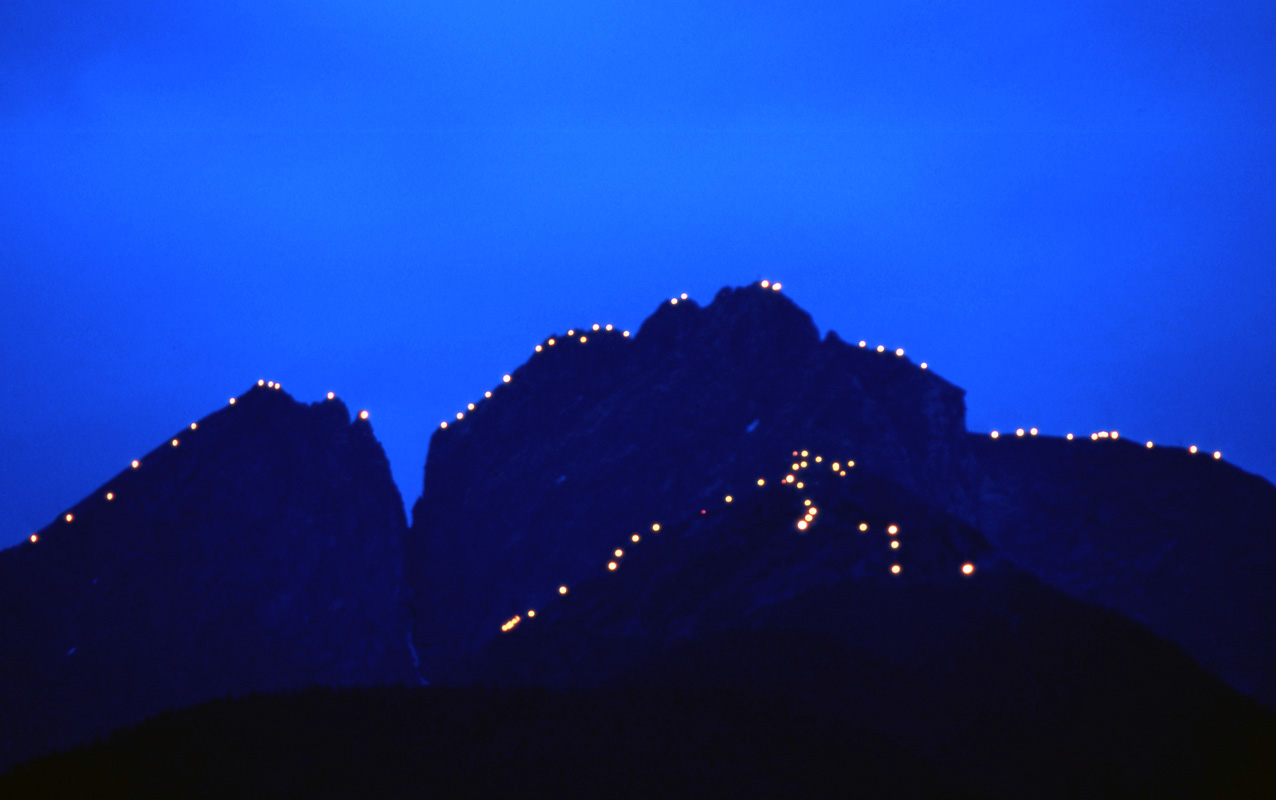
I fuochi sulla cima dell'Ivigna

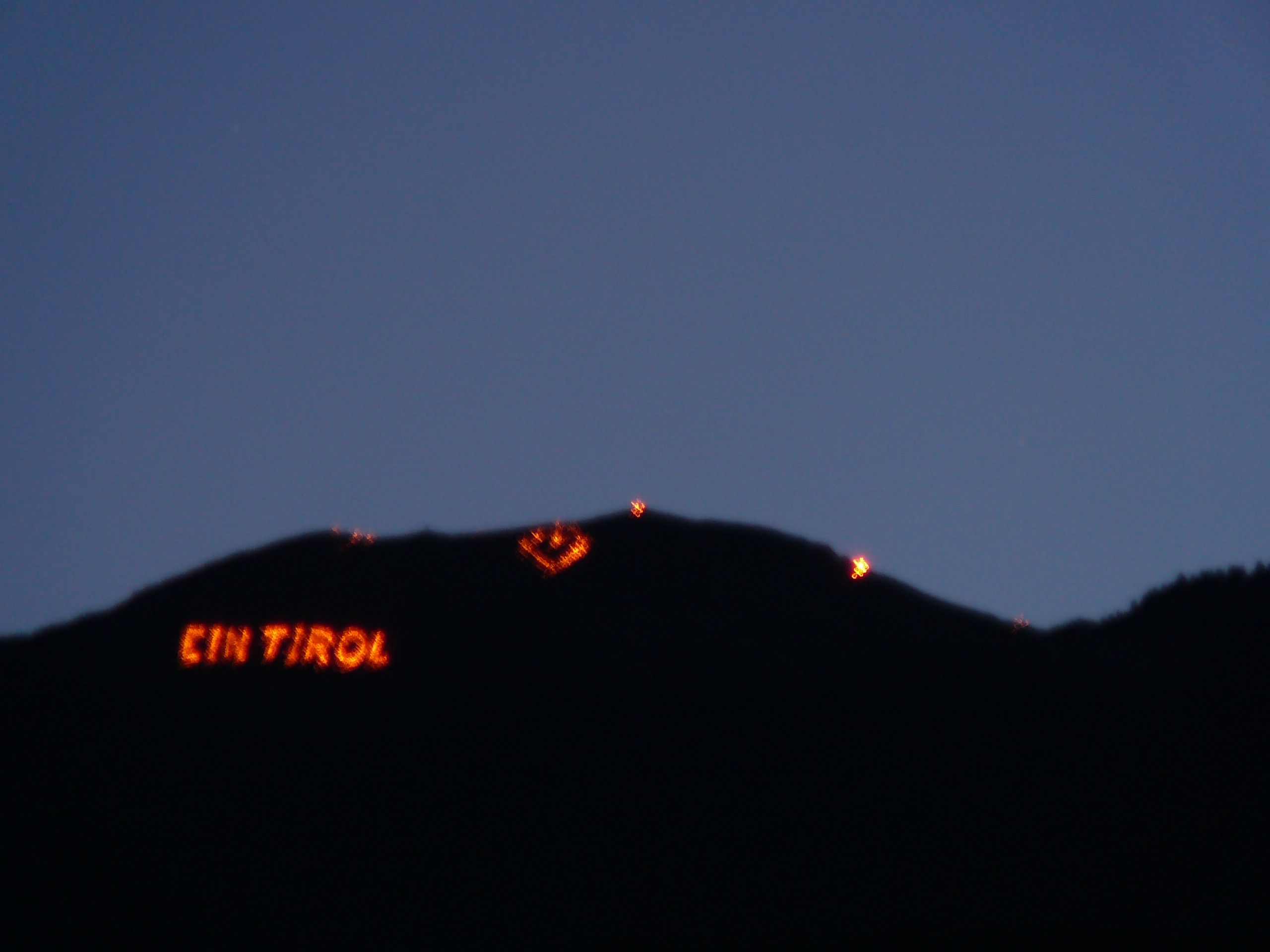
I fuochi sul monte Pascolo, con la scritta: EIN TIROL

### I fuochi di san Giovanni Battista
I fuochi del Sacro Cuore derivano della preesistente tradizione dei fuochi di San Giovanni, a loro volta derivanti da tradizioni pagane legate al solstizio d'estate.

### Il voto del 1796
Nel 1796 era in pieno svolgimento la Campagna d'Italia di Napoleone Bonaparte. Sconfitto il Regno del Piemonte, con l'Armistizio di Cherasco Napoleone ebbe il libero accesso verso la Lombardia, che era all'epoca un possedimento degli Asburgo. A fine maggio i francesi avevano cacciato gli austriaci dalla Lombardia e avevano quasi completato la conquista delle fortezze del Quadrilatero, dal quale minacciavano direttamente il Principato vescovile di Trento e la Contea del Tirolo (entrambi domini asburgici).
La Dieta tirolese (Landstände), preoccupata per una possibile invasione, si riunì a Bolzano nel palazzo Toggenburg dal 30 maggio al 3 giugno 1796 e decise, su suggerimento dell'abate dell'abbazia di Stams Sebastian Stöckl, di pregare e chiedere aiuto a Dio e inoltre di affidare il Tirolo al Sacro Cuore di Gesù.
L'iniziativa si proponeva di sensibilizzare la popolazione e "difendere" il ruolo della fede nel Tirolo, che si riteneva minacciato dalle riforme laiche della rivoluzione francese. Inoltre, con questa sorta di "consacrazione", i rappresentanti dei quattro ordini sociali presso la Dieta (clero, nobili, cittadini, contadini) si proponevano come intermediari diretti tra Dio e il popolo, onde rafforzare la propria posizione. La Dieta era infatti retta secondo il principio medioevale della divisione in "stati" (Stände) od "ordini", cosa che poneva clero e aristocrazia in posizione di privilegio, in contrasto coi principi della rivoluzione francese; vi era quindi il timore che tale ordine potesse essere abrogato (come in effetti avvenne nel 1805).

### L'insorgenza tirolese e la nascita della tradizione
Nel corso del 1809 si verificò l'insorgenza tirolese, una rivolta tesa a restaurare lo status quo dell'antico regime che le riforme illuministe introdotte dal Regno di Baviera (cui il Tirolo era stato annesso) avevano superato. Il comando degli insorti, nei quali militavano parecchi Schützen, fu assunto da Andreas Hofer, un oste e commerciante della Val Passiria. Nel corso della prima Battaglia del Bergisel nei pressi di Innsbruck, gli insorti decisero di rinnovare la solenne promessa in favore del Sacro Cuore di Gesù: la battaglia fu vinta dagli insorti. Nel medesimo luogo gli insorti ottennero due ulteriori vittorie (ma la quarta volta furono definitivamente sconfitti). Si decise quindi di perpetuare la tradizione, ponendo i festeggiamenti la domenica successiva alla festa del Sacro Cuore.

## Uso politico
Vietati durante il fascismo, e dagli anni cinquanta in poi i fuochi assunsero anche un valore di lotta contro lo stato italiano, accusato da larghi strati della popolazione germanofona di non mettere in atto le disposizioni autonomistiche promesse. Questa connotazione politica contraddistinse soprattutto la cosiddetta Notte dei fuochi (Feuernacht) dove tra l'11 e il 12 giugno 1961, il Befreiungsausschuss Südtirol compì numerosi attentati in regione. All'una di notte, a Bolzano, scoppiò il primo ordigno e nelle seguenti quattro ore vi furono in totale 350 esplosioni le quali causarono enormi danni, in particolar modo a decine di tralicci dell'alta tensione che furono fatti saltare in aria. Questi attentati furono solo l'inizio di una lotta terroristica di trent'anni che ha comportato anche la morte e il ferimento di diverse persone.
In una notte del Sacro Cuore degli anni ottanta si compì un orribile atto vandalico a una croce issata sul corno bianco in memoria di quattro ragazzi morti prematuramente, questa croce fu issata da cinque bolzanini italiani: Fulvio Vicentini, Giorgio Farina, Leonardo Salsotto, Ardelio Turri e Bruno Zampedri.
Nel 1988 fu issata dalla "avs Aldin" un'altra croce.
Anche oggi, tuttavia, la notte dei fuochi viene sfruttata talvolta dai movimenti estremisti/indipendentisti, che usano i fuochi per comporre enormi slogan inneggianti alla riunificazione del Tirolo storico (per esempio Ein Tirol).

## Situazione
I fuochi sono una ricorrenza religiosa dovuta al voto e una tradizione mantenuta da Schützen, Bauernjugend, associazioni giovanili, vigili del fuoco volontari o gruppi di fedeli delle varie località. Sono visibili nelle valli e solitamente si effettuano ogni anno nella domenica dopo la festa del Sacro Cuore di Gesù, che liturgicamente cade sempre il venerdì dopo la solennità del Corpus Domini (Fronleichnam).
Solitamente i fuochi raffigurano la forma di una croce o di un cuore, a volte con la scritta INRI oppure con IHS.